# Algeaierna
Alegeaierna (grekiska: Αλγεα) var andeväsen i den grekiska mytologin. De stod för både kroppslig och själslig smärta och lidande. De förde med sig sorg, bedrövelse och kval till människorna och det var de som frambringade gråt och tårar.
Alegeaierna var döttrar till antingen gudinnan Eris, eller till Aither (Luften) och Gaia (Jorden). De var dessutom nära besläktade med oizyerna, en mildare form av andeväsen för sorg och smärta, och med Penthos som är sorgens gud.